# Gower Champion
Gower Carlyle Champion (Geneva, Illinois, 22 de juny de 1919 – Nova York, 25 d'agost de 1980) va ser un actor, director teatral, coreògraf i ballarí estatunidenc.

## Joventut
Nascut en Geneva (Illinois), els seus pares eren John W. Champion i Beatrice Carlisle. Va créixer a Los Angeles, Califòrnia, graduant-se en la Fairfax High School d'aquesta ciutat. Va estudiar dansa a primerenca edat i, als 15 anys, actuava en nightclubs amb la seva amiga Jeanne Tyler formant el duo artístic "Gower and Jeanne, America's Youngest Dance Team." El 1939, "Gower and Jeanne" van ballar amb música de Larry Clinton i la seva orquestra en un curt de Warner Brothers i Vitaphone titulat "The Dipsy Doodler" (estrenat en 1940).

## Carrera
A la fi de la dècada de 1930 i inicis de la de 1940, Champion va treballar en teatres del circuit de Broadway com a ballarí i coreògraf. Després de servir en la Guàrdia Costanera dels Estats Units durant la Segona Guerra Mundial, Champion va conèixer a Marjorie Belcher, que passaria a ser la seva nova companya artística, i amb la qual es va casar en 1947.
En els primers anys cinquanta, Marge i Gower Champion van fer set pel·lícules musicals: Mr. Music (1950, amb Bing Crosby); la versió de 1951 de Show Boat, amb Howard Keel i Kathryn Grayson; Lovely to Look At (1952), una nova versió de Roberta, també amb Keel i Grayson; l'autobiogràfica Everything I Have Is Yours (1952); Give a Girl a Break (1953), amb Debbie Reynolds i Bob Fosse; Jupiter's Darling (1955), amb Keel i Esther Williams; i Three for the Show (1955), amb Betty Grable i Jack Lemmon. Totes elles van ser produccions de Metro-Goldwyn-Mayer, excepte Mr. Music (Paramount Pictures) i Three for the Show (Columbia Pictures).
En 1948 Champion també havia començat a dirigir, guanyant el primer de vuit Premis Tony per la seva posada en escena de Lend and Ear, el xou que va suposar la presentació de Carol Channing davant el públic teatral novaiorquès. En els anys cinquanta només va treballar en dos musicals de Broadway — coreografiant Make a Wish en 1951 i dirigint, posant en escena i protagonitzant 3 For Tonight en 1955 — escollint passar la major part del seu temps a Hollywood. No obstant això, en els anys seixanta va dirigir diferents espectacles a Broadway amb els quals va arribar al millor moment de la seva carrera.
Va tenir un important èxit en 1960 amb Bye Bye Birdie, un xou relatiu a una estella de rock similar a Elvis Presley que havia d'entrar en l'exèrcit. En l'obra treballaven els relativament desconeguts Chita Rivera i Dick Van Dyke dins d'un elenc d'actors joves. Va tenir 607 representacions i va guanyar quatre Premis Tony, incloent el de millor musical, així com dos per la coreografia i adreça de Champion. A aquesta obra li va seguir Carnival! (1961), amb 719 representacions, que va recollir set nominacions al Tony, entre elles una per la direcció de Champion.
En 1964 va dirigir un dels majors èxit de taquilla de Broadway, Hello, Dolly!. Es van fer 2844 representacions de l'obra — gairebé set anys. El xou va aconseguir deu premis Tony, entre ells el de millor musical, així com dos per la direcció i la coreografia de Champion.
Champion va treballar en el seu quart èxit musical consecutiu en 1966, en la peça I Do! I Do!. El repartiment el componien dos actors — els veterans Mary Martin i Robert Preston — interpretant a una parella en el transcurs dels anys del seu matrimoni. El xou va tenir 560 representacions i va obtenir set nominacions als Tony, entre elles una a la direcció de Champion.
El seu següent espectacle, The Happy Time (1968), va trencar la ratxa. Va tenir una campanya relativament dolenta d'únicament 286 representacions. A aquest relatiu fracàs li van seguir uns altres encara més importants. En els anys setanta Champion va dirigir petits èxits (Sugar en 1972, i la reposició d'Irene en 1973), fracassos (Mack & Mabel en 1974) i desastres totals (Rockabye Hamlet — set representacions en 1976 — i A Broadway Musical, representada una única nit en 1978, i Prettybelle). Coincidint amb tot això, Champion es va divorciar en 1973.
Després de les fallades de la dècada prèvia, Champion va ser capaç de tornar en 1980 amb un xou, 42nd Street, adaptació del clàssic cinematogràfic coreografiat i dirigit per ell, que va ser el seu espectacle més representat. Va guanyar el Tony al millor musical, sent nominat Champion per la direcció i la coreografia, guanyant el premi per l'última. El xou va tenir 3,486 representacions, però Champion no en va arribar a veure cap. La nit de l'estrena el productor David Merrick va sorprendre a l'elenc i al públic en anunciar que Champion havia mort aquest mateix dia.

## Vida personal
Champion es va casar en 1947 amb l'actriu Marjorie Celeste Belcher (Marge Champion), amb la qual va tenir dos fills: Blake i l'actor Gregg Champion. En 1976 es va casar de nou, aquesta vegada amb Karla Russell.
A principis de 1979 a Champion li van diagnosticar en l'Institut Scripps una macroglobulinemia de Waldenström, un rar càncer sanguini. Va iniciar tractament a l'Hospital Cedars of Lebanon de Los Angeles, per la qual cosa va haver d'abandonar el seu treball. L'agost de 1980 va morir a la ciutat de Nova York, en el Memorial Sloan-Kettering Cancer Center. Les seves restes van ser incinerades, i les cendres lliurades als afins.

## Treballs a Broadway
- Count Me In (musical), actor (1942)
- Lend an Ear, musical staging (1948)
- Small Wonder (musical), coreògraf (1948)
- Make a Wish, coreògraf (1951)
- 3 for Tonight, director i actor (1955)
- Bye Bye Birdie, director i coreògraf (1960)
- Carnival!, director i coreògraf (1961)
- Hello, Dolly!, director i coreògraf (1964)
- I Do! I Do!, director (1966)
- 3 Bags Full, director (1966)
- The Happy Time, director i coreògraf (1968)
- A Flea in Her Ear, director (1969)
- Prettybelle, director i coreògraf (1971)
- Sugar, director i coreògraf (1972)
- Irene, director (1973)
- Mack & Mabel, director i coreògraf (1974)
- Rockabye Hamlet, director i coreògraf (1976)
- A Broadway Musical, supervisor de producció (1978)
- El carrer 42, director i coreògraf (1980)

## Filmografia
Actor
- 1951: Show Boat de George Sidney
- 1952: Lovely to Look at de Mervyn LeRoy
- 1954: Give a Girl a Break de Stanley Donen
- 1955: Three for the Show, de H. C. Potter

Director
- 1974: Bank Shot

## Premis i nominacions

### Premis
- 1949: Tony a la millor coreografia per Lend an Ear
- 1961: Tony a la millor coreografia per Bye Bye Birdie
- 1961: Tony a la millor direcció d'un musical per Bye Bye Birdie
- 1964: Tony a la millor coreografia per Hello, Dolly!
- 1964: Tony a la millor direcció d'un musical per Hello, Dolly!
- 1968: Tony a la millor coreografia per The Happy Time
- 1968: Tony a la millor direcció d'un musical per The Happy Time
- 1981: Premi Drama Desk Award a la millor coreografia per El carrer 42
- 1981: Tony a la millor coreografia per El carrer 42

### Nominacions
- 1959: Primetime Emmy a la millor direcció en programa musical o de varietats per Pontiac Star Parade
- 1962: Tony a la millor direcció d'un musical per Carnival!
- 1967: Tony a la millor direcció d'un musical per I Do! I Do!
- 1973: Tony a la millor coreografia per Sugar
- 1973: Tony a la millor direcció d'un musical per Sugar
- 1975: Tony a la millor coreografia per Mack & Mabel
- 1975: Tony a la millor direcció d'un musical per Mack & Mabel
- 1981: Tony a la millor direcció d'un musical per El carrer 42